# Самотньо в космосі
«Самотньо в космосі» (швед. Ensamma i rymden) — шведський художній фільм 2018 року за сценарієм Генріка Столя та Теда К'єльссона, режисований Тедом К'єльссоном . Фільм створений на основі театральної п'єси Генріка Столя «Флакон».

## Сюжет
Сімейний фільм власного виробництва, знятий переважно як пілотний проект в Будені та його околицях. Молоді брат і сестра Гледіс та Кітон після евакуації з Землі опиняються самі на величезному космічному кораблі, призначеному для заселення чужорідної, віддаленої планети, зрештою до них приєдналися відвідувачі, такі як дружній інопланетний Вояджер, який змінює більшість речей.

## У ролях
- Ела Рае Раппапорт — Гледіс
- Данте Флешандерль — Кітон
- Генрік Столь — Вояджер / Отосан
- Алієтт Опгайм — Спіді
- Ричард Ссерувагі — Генерал Ф. Гаррісон
- Меделейн Бервен Тролльвік — Сержант
- Хакан Бенгттсон — Циклоп